# توسعه‌دهنده اپل

نماد توسعه‌دهنده اپل

توسعه‌دهنده اپل (به انگلیسی: Apple Developer) (در گذشته : Apple Developer Connection) شبکه توسعه‌دهندگان شرکت اپل است. این شبکه به منظور در اختیارگذاشتن منابع موردنیاز جهت تولید نرم‌افزار سیستم‌عامل‌های اواس ده و آی‌اواس برای توسعه‌دهنده‌گان است.